# Patrick Krauß
Patrick Krauß (* 4. November 1978 in Erlangen) ist ein deutscher Physiker, Neurowissenschaftler und Kognitionswissenschaftler, der sich hauptsächlich mit den Schnittstellen von Neurowissenschaft, Künstlicher Intelligenz und Sprache beschäftigt. Er arbeitet als Kognitions- und Neurowissenschaftler an der Friedrich-Alexander-Universität Erlangen-Nürnberg (FAU) und am Universitätsklinikum Erlangen (UKER) als wissenschaftlicher Mitarbeiter und habilitiert im Bereich der Linguistik. Sein Forschungsschwerpunkt liegt auf der Integration von Künstlicher Intelligenz und Neurowissenschaft mit Hilfe der Computational Neuroscience zur Untersuchung von kognitiven Fähigkeiten, wie z. B. der Sprache.

## Leben
Krauß studierte Medizin, Physik und Informatik an der Friedrich-Alexander-Universität Erlangen-Nürnberg (FAU), wo er 2013 seinen Master in Physik absolvierte. Von 2013 bis 2017 war er als Doktorand am Universitätsklinikum Erlangen (UKER) tätig und promovierte 2018  Dr. rer. nat. in den Neurowissenschaften. 
Seit 2017 arbeitete er als Postdoktorand im Neuroscience Lab des Universitätsklinikum Erlangen (UKER). Parallel hierzu arbeitete er von 2018 bis 2023 als wissenschaftlicher Mitarbeiter und Dozent für Linguistik an der Philosophischen Fakultät der FAU, um dort auch seine Habilitation in Linguistik abzulegen. 
Seit 2020 ist er ebenfalls als Dozent für Neurowissenschaften und Künstliche Intelligenz an der Technischen Fakultät der FAU tätig. Seit 2020 ist er Studienleiter im Neurowissenschaftlichen Labor des Universitätsklinikum Erlangen (UKER) und arbeitet bis heute ebenso als Gruppenleiter der CCN-Gruppe am Pattern Recognition Lab der FAU.

## Forschungsschwerpunkte
Krauß´ Forschungsschwerpunkte liegen momentan im Bereich der Anwendungsmöglichkeiten von Methoden der Neurowissenschaft und Entwicklung neuer Methoden zur Interpretation von künstlichen Neuronalen Netzen (Black Box Problem, explainable AI). 
In diesem Zusammenhang geht es um das Übertragen von Informationsverarbeitungsprinzipien aus der Neurobiologie auf KI-Systeme (neuroscience inspired AI), um die Funktion der kognitiven Prozesse im Gehirn besser zu verstehen.
Mit Hilfe des Werkzeuges der künstlichen Intelligenz (KI) werden die Analyse und Visualisierung von hochdimensionalen Daten aus neurowissenschaftlichen Experimenten mit Elektroenzephalographie (EEG), Magnetenzephalographie (MEG) und kortikalen Ableitungen ausgewertet.
Die KI, insbesondere die künstlichen Neuronalen Netze, werden hierbei als Modell für die Funktion des Gehirns benutzt, um mit Hilfe der Computational Neuroscience kognitive Fähigkeiten, wie z. B. die Sprachverarbeitung besser untersuchen zu können.
Die Erkenntnisse aus diesem Forschungsbereich hat er in seinem 2023 erschienenen populärwissenschaftlichen Buch „Künstliche Intelligenz und Hirnforschung - Neuronale Netze, Deep Learning und die Zukunft der Kognition“ zusammengefasst.
Außerdem untersucht er die strukturellen und dynamischen Eigenschaften rekurrenter neuronaler Netze mit Methoden und Konzepten aus der Theoretischen Physik (Informationstheorie, dynamische Systeme und Chaostheorie, Zufallsmatrixtheorie, Theorie komplexer Systeme, Netzwerk- und Graphentheorie).

## Veröffentlichungen (Auswahl)

### Als Erstautor
- mit Metzner, C., Joshi, N., Schulze, H., Traxdorf, M., Maier, A. & Schilling, A. (2021). Analysis and Visualization of Sleep Stages based on Deep Neural Networks. Neurobiology of Sleep and Circadian Rhythms. doi:10.1016/j.nbscr.2021.100064
- mit Maier, A. (2020). Will we ever have conscious Machines? Frontiers in Computational Neuroscience. doi:10.3389/fncom.2020.556544
- mit Zankl, A., Schilling, A., Schulze, H. & Metzner, C. (2019). Analysis of structure and dynamics in three-neuron motifs. Frontiers in Computational Neuroscience. doi:10.3389/fncom.2019.00005
- mit Metzner, C., Schilling, A., Tziridis, K., Traxdorf M., Wollbrink, A., Rampp, S., Pantev, C., & Schulze, H. (2018). A statistical method for analyzing and comparing spatiotemporal cortical activation patterns. Scientific Reports. doi:10.1038/s41598-018-23765-w
- mit Schulze, H., & Metzner, C. (2017). A chemical reaction network to generate random, power-law distributed time intervals. Artificial Life. doi:10.1162/ARTL_a_00245
- mit Tziridis, K., Metzner, C., Schilling, A., Hoppe, U., & Schulze, H. (2016). Stochastic resonance controlled upregulation of internal noise after hearing loss as a putative cause of tinnitus-related neuronal hyperactivity. Frontiers in neuroscience, 10, 597. doi:10.3389/fnins.2016.00597

### Andere
- mit Schilling, A., Sedley, W., Gerum, R., Metzner, C., Tziridis, K., Maier, A., Schulze, H., Zeng, F.G., Friston, K.J. (2023). Predictive coding and stochastic resonance as fundamental principles of auditory phantom perception. Brain, awad255. doi:10.1093/brain/awad255
- mit Gerum, R., Erpenbeck, A., & Schilling, A. (2023). Leaky-Integrate-and-Fire Neuron-Like Long-Short-Term-Memory Units as Model System in Computational Biology. 2023 International Joint Conference on Neural Networks (IJCNN 2023), IEEE. doi:10.1109/IJCNN54540.2023.10191268
- mit Koelbl, N., Schilling, A. (2023). Adaptive ICA for Speech EEG Artifact Removal. BioSMART 2023, 5th International Conference on Bioengineering for Smart Technologies, IEEE. doi:10.1109/BioSMART58455.2023.10162054
- mit Schilling, A., Schaette, R., Sedley, W., Gerum, R., Maier, A. (2023). Editorial: Auditory Perception and Phantom Perception in Brains, Minds and Machines. Frontiers in Neuroscience. doi:10.3389/fnins.2023.1293552
- mit Stoewer, P., Schilling, A., Maier, A. (2023). Neural network based formation of cognitive maps of semantic spaces and the putative emergence of abstract concepts. Scientific Reports, 13(1), 3644. doi:10.1038/s41598-023-30307-6
- mit Metzner, C. (2022). Dynamics and Information Import in Recurrent Neural Networks. Frontiers in Computational Neuroscience. doi:10.3389/fncom.2022.876315
- mit Stoewer, P., Schlieker, C., Schilling, A., Metzner, C., Maier, A. (2022). Neural network based successor representations to form cognitive maps of space and language. Scientific Reports, 12(1), 11233. doi:10.1038/s41598-022-14916-1
- mit Schilling, A., Tomasello, R., Henningsen-Schomers, M.R., Zankl, A., Surendra, K., Haller, M., Karl, V., Uhrig, P., Maier, A. (2021). Analysis of continuous neuronal activity evoked by natural speech with computational corpus linguistics methods. Language, Cognition and Neuroscience. doi:10.1080/23273798.2020.1803375
- mit Schilling, A., Metzner, C., Gerum, R., Maier, A. (2021). Quantifying the separability of data classes in neural networks. Neural Networks. doi:10.1016/j.neunet.2021.03.035